# (73426) 2002 LM41
(73426) 2002 LM41 – planetoida z pasa głównego asteroid okrążająca Słońce w ciągu 5,45 lat w średniej odległości 3,1 j.a. Odkryta 10 czerwca 2002 roku.